# Чемпионат мира по мотогонкам Гран-при в классе Moto3
Чемпионат мира по мотогонкам Гран-при в классе Moto3 (англ. Grand Prix Moto3™ World Championship) также класс Moto3 или просто Moto3. Соревнования на мотоциклах по шоссейно-кольцевым мотогонкам санкционированные международной мотоциклетной федерацией и организованные промоутерской компанией Dorna Sports. Соревнования проводятся в рамках гонок поддержки чемпионата мира в классе MotoGP. Классификация гонок Moto3 была введена в сезоне 2012 года на замену класса 125cc, который существовал с первого сезона чемпионата мира 1949 года.
Действующим чемпионом является колумбийский мотогонщик Давид Алонсо из команды CFMoto Aspar Racing, в зачёте команд победу одержала команда CFMoto Aspar Racing, в чемпионате производителей победу одержал китайский производитель мотоциклов CFMoto.

## Система начисления очков
Чемпионом мира по итогу сезона становится мотогонщик набравший за сезон наибольшее количество очков в чемпионате мира. Система начисления очков происходит по обычной для кольцевых мотогонок системе, первым лучшим пятнадцати мотогонщицам в гонке. Все результаты, заработанные пилотом, так же идут в зачёт команде. Лучший результат пилота той марки мотоцикла на котором мотогонщик участвует, засчитывается в зачет производителя.
| Система начисления очков в Гран-при | Система начисления очков в Гран-при | Система начисления очков в Гран-при | Система начисления очков в Гран-при | Система начисления очков в Гран-при | Система начисления очков в Гран-при | Система начисления очков в Гран-при | Система начисления очков в Гран-при | Система начисления очков в Гран-при | Система начисления очков в Гран-при | Система начисления очков в Гран-при | Система начисления очков в Гран-при | Система начисления очков в Гран-при | Система начисления очков в Гран-при | Система начисления очков в Гран-при | Система начисления очков в Гран-при |
| Место                               | 1                                   | 2                                   | 3                                   | 4                                   | 5                                   | 6                                   | 7                                   | 8                                   | 9                                   | 10                                  | 11                                  | 12                                  | 13                                  | 14                                  | 15                                  |
| ----------------------------------- | ----------------------------------- | ----------------------------------- | ----------------------------------- | ----------------------------------- | ----------------------------------- | ----------------------------------- | ----------------------------------- | ----------------------------------- | ----------------------------------- | ----------------------------------- | ----------------------------------- | ----------------------------------- | ----------------------------------- | ----------------------------------- | ----------------------------------- |
| Очки                                | 25                                  | 20                                  | 16                                  | 13                                  | 11                                  | 10                                  | 9                                   | 8                                   | 7                                   | 6                                   | 5                                   | 4                                   | 3                                   | 2                                   | 1                                   |

## Чемпионы и призёры

### Результаты за последние пять лет

#### Личный зачёт
| Сезон      | Чемпионы | Чемпионы       | Поул | Победы | Подиум | Л.К. | Очки | Гонки    | 2 место         | Очки | 3 место       | Очки |
| ---------- | -------- | -------------- | ---- | ------ | ------ | ---- | ---- | -------- | --------------- | ---- | ------------- | ---- |
| 2020       |          | Альберт Аренас | 0    | 3      | 5      | 1    | 174  | 15 из 15 | Тони Арболино   | 170  | Ай Огура      | 170  |
| 2021       |          | Педро Акоста   | 1    | 6      | 8      | 1    | 259  | 18 из 18 | Деннис Фоджа    | 216  | Серхио Гарсия | 188  |
| 2022       |          | Исан Гевара    | 4    | 7      | 12     | 2    | 319  | 20 из 20 | Серхио Гарсия   | 275  | Деннис Фоджа  | 246  |
| 2023       |          | Жауме Масиа    | 6    | 4      | 10     | 1    | 274  | 20 из 20 | Аюму Сасаки     | 268  | Давид Алонсо  | 245  |
| 2024       |          | Давид Алонсо   | 7    | 14     | 15     | 3    | 421  | 20 из 20 | Даниэль Ольгадо | 256  | Коллин Вейер  | 242  |
| Источники: |          |                |      |        |        |      |      |          |                 |      |               |      |

#### Командный зачёт
| №          | Сезон | Чемпионы                       | Очки | 2 место              | Очки | 3 место                        | Очки |
| ---------- | ----- | ------------------------------ | ---- | -------------------- | ---- | ------------------------------ | ---- |
| 1          | 2020  | Leopard Racing                 | 229  | Gaviota Aspar Moto3  | 212  | Sky Racing VR46                | 206  |
| 2          | 2021  | Red Bull KTM Ajo               | 430  | Valresa GasGas Aspar | 313  | Leopard Racing                 | 288  |
| 3          | 2022  | Valresa GasGas Aspar           | 576  | Leopard Racing       | 376  | Sterilgarda Husqvarna Max      | 340  |
| 4          | 2023  | Liqui Moly Husqvarna Intact GP | 417  | Leopard Racing       | 349  | Red Bull KTM Ajo               | 344  |
| 5          | 2024  | CFMoto Aspar Racing Team       | 466  | MT Helmets – MSI     | 355  | Liqui Moly Husqvarna Intact GP | 333  |
| Источники: |       |                                |      |                      |      |                                |      |

#### Зачёт конструкторов
| №          | Сезон | Чемпионы | Очки | 2 место | Очки | 3 место   | Очки |
| ---------- | ----- | -------- | ---- | ------- | ---- | --------- | ---- |
| 1          | 2020  | Honda    | 326  | KTM     | 318  | Husqvarna | 86   |
| 2          | 2021  | KTM      | 369  | Honda   | 360  | Gas Gas   | 266  |
| 3          | 2022  | Gas Gas  | 389  | Honda   | 330  | KTM       | 323  |
| 4          | 2023  | KTM      | 394  | Honda   | 327  | Husqvarna | 307  |
| 5          | 2024  | CFMoto   | 421  | KTM     | 333  | Honda     | 300  |
| Источники: |       |          |      |         |      |           |      |

### Комментарии
1. ↑  27 основных, 3 по уайлд-кард и 5 резервных.